# Suzanne Lohnes-Croft
Suzanne Lohnes-Croft est une femme politique canadienne. 
Elle a été ministre des Communautés, de la Culture et du Patrimoine, et ministre des Affaires gaéliques de la Nouvelle-Écosse.
Elle représente la circonscription de Lunenburg à l'Assemblée législative de la Nouvelle-Écosse à partir des élections du 8 octobre 2013. Réélue aux élections de 2017, elle est défaite quatre ans plus tard par la progressiste-conservatrice Susan Corkum-Greek aux élections de 2021.